# Чадин, Аполлос Елисеевич
Аполлос Елисеевич Чадин (1788—1870) — генерал-лейтенант русской армии, Киевский комендант.

## Биография
Родился в 1788 году, происходил из дворян Пермской губернии и воспитывался во 2-м кадетском корпусе, откуда выпущен 18 октября 1806 года в конную артиллерию подпоручиком.
В 1807 году он участвовал в походе против французов, в 1810 году сражался с турками и за отличие в сражении при селении Батин 26 августа 1810 года награждён золотой шпагой с надписью «За храбрость» (17 апреля 1812 года).
Произведённый в 1811 году в поручики, Чадин участвовал в Заграничных походах 1813 и 1814 годов против французов.
18 декабря 1830 года Чадин за беспорочную выслугу 25 лет в офицерских чинах был удостоен ордена св. Георгия 4-й степени (№ 4479 по списку Григоровича — Степанова).
Во время польской кампании 1831 года, в чине подполковника, он командовал конно-артиллерийской № 2 ротой и за отличие в сражении при Минске произведён в полковники, а за Остроленку получил орден Св. Анны 2-й степени; под Варшавой, 25 августа, Чадин был ранен пулей в правую руку с повреждением плечевой кости и за отличие в этом бою получил орден Св. Владимира 3-й степени.
С 1832 по 1836 год Чадин командовал 1-й конно-артиллерийской бригадой, а с 1836 по 1842 год 1-й конно-артиллерийской дивизией, 26 марта 1839 года произведён в генерал-майоры, а с 22 марта 1842 года состоял по конной артиллерии, заседая в разных военно-судных комиссиях. В 1844 году пожалован орденом Св. Станислава 1-й степени.
В Восточную войну Чадин был назначен 18 июля 1854 года комендантом Бессарабской пограничной крепости Хотин, объявленной в осадном положении, а 20 ноября 1855 года — Киевским комендантом; в том же году он получил орден св. Анны 1-й степени.
26 августа 1859 года произведен в генерал-лейтенанты и в том же году, за 50-летнюю службу в офицерских чинах, получил императорскую корону к ордену Св. Анны 1-й степени. 28 августа 1857 года он был зачислен по запасным войскам, а 18 апреля 1861 года уволен от службы.
Умер 24 января 1870 года.

## Награды
Среди прочих наград Чадин имел ордена:
- золотая шпага с надписью «За храбрость» (17 апреля 1812 года)
- орден Святого Георгия 4-го класса (за беспорочную выслугу 25 лет в офицерских чинах, № 4479 по списку Григоровича — Степанова)
- Польский Знак отличия за военное достоинство (Virtuti militari) 3-й степени (1831 год)
- орден Святой Анны 2-й степени (1831 год)
- орден Святого Владимира 3-й степени (1831 год)
- орден Св. Станислава 2-й степени со звездой (1837 год)
- Знак отличия беспорочной службы за XXV лет (1837 год)
- орден Св. Станислава 1-й степени (1 февраля 1844 год)
- орден Святой Анны 1-й степени (1855 год, императорская корона к этому ордену пожалованы в 1859 году)